# Iné kafe
Iné kafe (letterlijk vertaald; andere koffie) is een Slowaakse band opgericht in Bratislava in 1995. Ze hielden op 17 februari 2006 op te bestaan. De stijl laat zich het best omschrijven als punkpop en punkrock. De teksten die ze zongen waren in het Slowaaks.

## Bandleden
- Vratko Rohoň - gitaar en zang, 1995 - 2006 zang vanaf 1999
- Peter Fóra - basgitaar en zang, 2000 - 2006

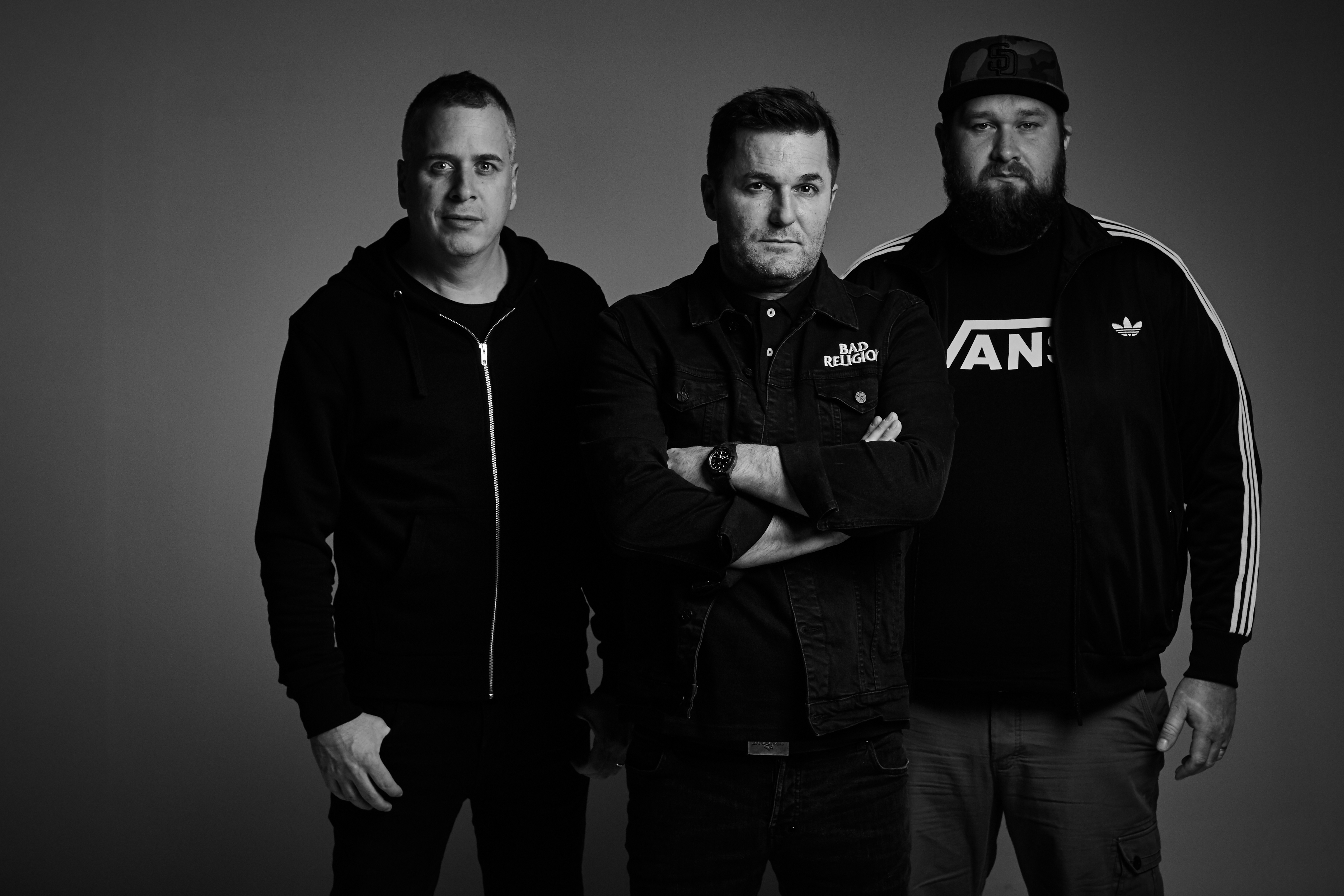
Iné kafe

- Jano Rozbora - drums, 2003 - 2006

## Ex-bandleden
- Majo Chromý - gitaar en zang, 1995 - 1996
- Noro Komanda - drums, 1995
- Dodo Praženec - drums en zang, 1996 - 2000
- Wayo Praženec - basgitaar en zang, 1996 - 2000
- Marek Cibi - zang, 1996 - 1999
- Tibor Prikler - gitaar, 2000 - 2002
- Dano Mathia - drums, 2000 - 2003

## Discografie
- Kachny (1996)
- Situácia (1997)
- Vítaj! (1998)
- Čumil (1999)
- Je Tu Niekto? (2000)
- Príbeh (2001)
- Situácia & Kachny (2002)
- Bez Udania Dôvodu (2003)